# Chlut
Chlut (ros. Хлют) – wieś w Rosji, w Dagestanie, w rejonie rutulskim. W 2010 liczyła 2069 mieszkańców, głównie Lezginów.